# StrongARM

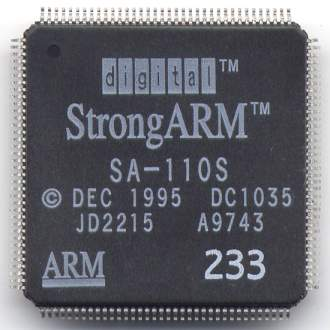
Procesor StrongARM SA-110

StrongARM je rodina procesorů implementujících instrukční sadu ARM V4. Byla původně vyvinuta firmou DEC a později prodána Intelu, který ji vyráběl než ji nahradil řadou XScale.
StrongARM byl společný projekt firem DEC a Advanced RISC Machines, jehož cílem bylo vytvoření rychlejšího procesoru typu ARM. Výsledný produkt měl být určený do PDÁček a do set-top boxů.